# Valdemar Vendel
Adolf Valdemar Vendel, född den 7 december 1858 i Vänersborg, död den 24 april 1949, var en svensk skolman och historiker. Han var far till Karl Yngve Vendel.
Vendel, som blev filosofie doktor i Göteborg 1907, var lektor i historia och geografi vid Karlstads högre allmänna läroverk 1908–1924. Han var framstående kommunalman i Karlstad (stadsfullmäktig, ordförande i drätselkammaren 1911–1917 med mera). Vendel författade bland annat Urtima riksdagen i Örebro 1812 (gradualavhandling, 1906) och utgav Hemliga utskottets protokoll och handlingar vid nämnda riksdag (i Vetenskaps- och vitterhetssamhällets i Göteborg "Handlingar", 4:e följden, XI; 1908).

## Biografi
- Urtima riksdagen i Örebro 1812. Göteborg. 1906. Libris 2kkz9knq00stbt9b. http://hdl.handle.net/2077/14843